# Hindustan
Hindustan, persiska för indiernas land, är ett äldre uttryck som avsåg Indien norr om Deccan, eller hela Indien, inklusive nuvarande Pakistan och Bangladesh. Begreppet är alltså flertydigt:
1. Moderna republiken Indien
2. Stormoguls rike, motsvarande norra Indien
3. Område där man pratar hindi – norra Indien mellan Vindhyabergen och Himalaya.
4. Hela Indiska halvön och dess kulturområde med dess blandning av hinduiska och muslimska etniciteter.